# Patriarca de toda Georgia
El catolicós y patriarca de toda Georgia es el primado de la Iglesia apostólica autocéfala ortodoxa georgiana. El título probablemente fue utilizado por primera vez en 1010 por Melquisedec I cuando se finalizó una nueva catedral en Ani. En el siglo XV la división de la Iglesia ortodoxa de Georgia en dos estructuras distintas (la del Este y la del Oeste) dio lugar a la coexistencia de dos patriarcas-catolicós. 
En 1801 el Imperio ruso ocupó y se anexionó el reino de Kartli-Kajetia, y aprovechando el fallecimiento del Patriarca georgiano, abolió en 1811 el estado de autocefalia a su Iglesia y su patriarcado. Desde ese momento, la Iglesia georgiana estuvo bajo la autoridad del Santo Sínodo de la Iglesia ortodoxa rusa y desde 1817 estuvo gobernada desde San Petersburgo por exarcas de etnia exclusivamente rusa. 
En 1917 la Iglesia ortodoxa georgiana recuperó su autocefalia y restableció el patriarcado. El primer patriarca-catolicós de toda Georgia fue Kirion II.
El actual primado de la Iglesia ortodoxa georgiana es Elías II, que se convirtió en patriarca-catolicós el 23 de diciembre de 1977.